# Centrolene andinum
A Centrolene andinum a kétéltűek (Amphibia) osztályába, a békák (Anura) rendjébe, ezen belül az üvegbékafélék (Centrolenidae) családjának Centrolene nembe tartozó faj.
Spanyol nyelven  ranita de cristal Andina-nak nevezik.

## Előfordulása
Venezuelában és Kolumbiában él. Természetes élőhelye a szubtrópusi és trópusi nedves alföldi és hegyi erdők, folyóvizek, kertek, és erdőirtások.

## Fordítás
- Ez a szócikk részben vagy egészben  a   Centrolene andinum című angol Wikipédia-szócikk fordításán alapul.  Az eredeti cikk szerkesztőit annak laptörténete sorolja fel. Ez a jelzés csupán a megfogalmazás eredetét és a szerzői jogokat jelzi, nem szolgál a cikkben szereplő információk forrásmegjelöléseként.